# Лембетски манастир
Лембетският манастир „Света Троица“ (на гръцки: Ιερά Μονή Αγίας Τριάδος Νέας Ευκαρπίας) е манастир в солунското предградие Лембет (Неа Евкарпия), Гърция, част от Неаполската и Ставруполска епархия.

## История
Манастирът е основан в 1926 година от монахинята от Северен Епир Синклитика, която преди това е монахиня в Египет. В 1990 година манастирът е предаден от Солунската на Неаполската и Ставруполска епархия. Католиконът – еднокорабна базилика, е осветен от Дионисий Неаполски и Ставруполски на 20 юни 1994 г.